# Itagüí Voleibol (femenino) Club
Itagüí Voleibol Club (femenino) es un club femenino de voleibol de la ciudad de  Itagüí en Colombia con sede en el Polideportivo de Itagüí.

## Historia
El club tiene origen en el año 2009 como iniciativa del gobierno de Itagüí. En el año 2010 empieza a ser parte de la Liga Antioqueña de Voleibol, como centro administrativo y participante. En el año 2011 la ciudad de Itagüí desarrolla los juegos departamentales de voleibol, donde el club tuvo participación deportiva y funciones administrativas de más de 135 municipios del departamento de  Antioquia, incluyendo los municipios del Valle de Aburrá.

## Datos específicos
- El Club es considerado uno de los más relevantes de la región, generador de eventos deportivos y proyectos sociales por medio del deporte.
- Eje fundamental de iniciativas deportivas de la Federación Colombiana de Voleibol en el  Valle de Aburrá.